# Orchówek (Grande-Pologne)
Pour les articles homonymes, voir Orchówek.
Orchówek (prononciation : [ɔrˈxuvɛk]) est un village polonais de la gmina d'Orchowo dans le powiat de Słupca de la voïvodie de Grande-Pologne dans le centre-ouest de la Pologne.
Il se situe à environ 4 kilomètres au sud d'Orchowo (siège de la gmina), à 23 kilomètres au nord-est de Słupca (siège du powiat) et à 74 kilomètres à l'est de Poznań (capitale régionale).
Le village possédait une population de 120 habitants en 2006.

## Histoire
De 1975 à 1998, le village faisait partie du territoire de la voïvodie de Konin.

Depuis 1999, Orchówek est situé dans la voïvodie de Grande-Pologne.